# Caloparyphus currani
Caloparyphus currani is een vliegensoort uit de familie van de Stratiomyidae. De wetenschappelijke naam van de soort is voor het eerst geldig gepubliceerd in 1939 door James.